# Ian Gordon (Leichtathlet)
Ian Gordon (Ian Sydney Gordon; * 2. April 1950 in Vancouver) ist ein ehemaliger kanadischer Sprinter, der sich auf den 400-Meter-Lauf spezialisiert hatte.
1970 erreichte er bei den British Commonwealth Games in Edinburgh über 400 m das Viertelfinale und wurde in der 4-mal-400-Meter-Staffel Vierter.
Bei den Olympischen Spielen 1972 in München schied er mit der kanadischen 4-mal-400-Meter-Stafette im Vorlauf aus.
Seine persönliche Bestzeit von 47,1 s stellte er 1972 auf.